# Ischnochiton lopesi
Ischnochiton lopesi är en blötdjursart som beskrevs av Kaas 1974. Ischnochiton lopesi ingår i släktet Ischnochiton och familjen Ischnochitonidae. Inga underarter finns listade i Catalogue of Life.